# Coupe nationale de rugby à XV 1936-1937
Navigation
Coupe nationale 1937-1938
L'édition 1936-1937 de la coupe nationale est la 1re édition de la Coupe nationale.

## Tableau final
|  | Quarts de finale                  | Quarts de finale      | Quarts de finale         | Quarts de finale      |                      |                      | Demi-finales               | Demi-finales               | Demi-finales               | Demi-finales               |  |  | Finale              | Finale              | Finale              | Finale              |
|  |                                   |                       |                          |                       |                      |                      |                            |                            |                            |                            |  |  |                     |                     |                     |                     |
|  | 31 janvier 1937, Lyon             | 31 janvier 1937, Lyon | 31 janvier 1937, Lyon    | 31 janvier 1937, Lyon |                      |                      | 28 février 1937, Perpignan | 28 février 1937, Perpignan | 28 février 1937, Perpignan | 28 février 1937, Perpignan |  |  | 29 mars 1937, Paris | 29 mars 1937, Paris | 29 mars 1937, Paris | 29 mars 1937, Paris |
|  | 31 janvier 1937, Lyon             | 31 janvier 1937, Lyon | 31 janvier 1937, Lyon    | 31 janvier 1937, Lyon |                      |                      | 28 février 1937, Perpignan | 28 février 1937, Perpignan | 28 février 1937, Perpignan | 28 février 1937, Perpignan |  |  | 29 mars 1937, Paris | 29 mars 1937, Paris | 29 mars 1937, Paris | 29 mars 1937, Paris |
|  | Languedoc-Roussillon              | Languedoc-Roussillon  | 11                       | 11                    |                      |                      | 28 février 1937, Perpignan | 28 février 1937, Perpignan | 28 février 1937, Perpignan | 28 février 1937, Perpignan |  |  | 29 mars 1937, Paris | 29 mars 1937, Paris | 29 mars 1937, Paris | 29 mars 1937, Paris |
|  | Languedoc-Roussillon              | Languedoc-Roussillon  | 11                       | 11                    |                      |                      | 28 février 1937, Perpignan | 28 février 1937, Perpignan | 28 février 1937, Perpignan | 28 février 1937, Perpignan |  |  | 29 mars 1937, Paris | 29 mars 1937, Paris | 29 mars 1937, Paris | 29 mars 1937, Paris |
|  | Paris                             | Paris                 | 3                        | 3                     |                      |                      | 28 février 1937, Perpignan | 28 février 1937, Perpignan | 28 février 1937, Perpignan | 28 février 1937, Perpignan |  |  | 29 mars 1937, Paris | 29 mars 1937, Paris | 29 mars 1937, Paris | 29 mars 1937, Paris |
|  | Paris                             | Paris                 | 3                        | 3                     | Languedoc-Roussillon | Languedoc-Roussillon | 19                         | 19                         |                            |                            |  |  | 29 mars 1937, Paris | 29 mars 1937, Paris | 29 mars 1937, Paris | 29 mars 1937, Paris |
|  | 31 janvier 1937, Clermont-Ferrand |                       |                          |                       | Languedoc-Roussillon | Languedoc-Roussillon | 19                         | 19                         |                            |                            |  |  | 29 mars 1937, Paris | 29 mars 1937, Paris | 29 mars 1937, Paris | 29 mars 1937, Paris |
|  |                                   |                       | Guyenne-Gascogne         | Guyenne-Gascogne      | 8                    | 8                    |                            |                            |                            |                            |  |  | 29 mars 1937, Paris | 29 mars 1937, Paris | 29 mars 1937, Paris | 29 mars 1937, Paris |
|  | Lyonnais                          | Lyonnais              | Guyenne-Gascogne         | Guyenne-Gascogne      | 8                    | 8                    | 5                          | 5                          |                            |                            |  |  | 29 mars 1937, Paris | 29 mars 1937, Paris | 29 mars 1937, Paris | 29 mars 1937, Paris |
|  | Lyonnais                          | Lyonnais              | 28 février 1937, Bayonne |                       |                      |                      | 5                          | 5                          |                            |                            |  |  | 29 mars 1937, Paris | 29 mars 1937, Paris | 29 mars 1937, Paris | 29 mars 1937, Paris |
|  | Guyenne-Gascogne                  | Guyenne-Gascogne      | 15                       | 15                    |                      |                      |                            |                            |                            |                            |  |  | 29 mars 1937, Paris | 29 mars 1937, Paris | 29 mars 1937, Paris | 29 mars 1937, Paris |
|  | Guyenne-Gascogne                  | Guyenne-Gascogne      | 15                       | 15                    | Languedoc-Roussillon | Languedoc-Roussillon | 10                         | 10                         |                            |                            |  |  |                     |                     |                     |                     |
|  | 31 janvier 1937, Toulouse         |                       |                          |                       | Languedoc-Roussillon | Languedoc-Roussillon | 10                         | 10                         |                            |                            |  |  |                     |                     |                     |                     |
|  |                                   |                       | Côte basque              | Côte basque           | 5                    | 5                    |                            |                            |                            |                            |  |  |                     |                     |                     |                     |
|  | Côte basque                       | Côte basque           | Côte basque              | Côte basque           | 5                    | 5                    | 18                         | 18                         |                            |                            |  |  |                     |                     |                     |                     |
|  | Côte basque                       | Côte basque           |                          |                       |                      |                      |                            |                            |                            |                            |  |  |                     |                     |                     |                     |
|  | Alpes-Provence                    | Alpes-Provence        | 5                        | 5                     |                      |                      |                            |                            |                            |                            |  |  |                     |                     |                     |                     |
|  | Alpes-Provence                    | Alpes-Provence        | 5                        | 5                     | Côte basque          | Côte basque          | 18                         | 18                         |                            |                            |  |  |                     |                     |                     |                     |
|  | 31 janvier 1937, Narbonne         |                       |                          |                       | Côte basque          | Côte basque          | 18                         | 18                         |                            |                            |  |  |                     |                     |                     |                     |
|  |                                   |                       | Pyrénées-Bigorre         | Pyrénées-Bigorre      | 0                    | 0                    |                            |                            |                            |                            |  |  |                     |                     |                     |                     |
|  | Pyrénées-Bigorre                  | Pyrénées-Bigorre      | Pyrénées-Bigorre         | Pyrénées-Bigorre      | 0                    | 0                    | 15                         | 15                         |                            |                            |  |  |                     |                     |                     |                     |
|  | Pyrénées-Bigorre                  | Pyrénées-Bigorre      |                          |                       |                      |                      |                            | 15                         |                            |                            |  |  |                     |                     |                     |                     |
|  | Centre                            | Centre                | 8                        | 8                     |                      |                      |                            |                            |                            |                            |  |  |                     |                     |                     |                     |
|  | Centre                            | Centre                | 8                        | 8                     |                      |                      |                            |                            |                            |                            |  |  |                     |                     |                     |                     |
|  |                                   |                       |                          |                       |                      |                      |                            |                            |                            |                            |  |  |                     |                     |                     |                     |

## Finale
| 29 mars 1937 | Languedoc-Roussillon                           | 10 - 5 (7 - 5) | Côte basque                                      | Parc des Princes, Paris, Arbitre : M. Faur |
| 29 mars 1937 | Essai(s) : 2 Raynal, Lavail Drop(s) : 1 Lavail |                | Essai(s) : 1 de Malherbe Transformation(s) : 1 ? | Parc des Princes, Paris, Arbitre : M. Faur |
| 29 mars 1937 |                                                |                |                                                  | Parc des Princes, Paris, Arbitre : M. Faur |

| Languedoc-Roussillon Titulaires Paul Porical 15 Francis Vals 14 Sylvain Bès 13 Jean Fau 12 Picot 11 Gilbert Lavail 10 François Lombard 9 François Raynal 8 Depaule 7 Henri Gras 6 Marcel Amiel 5 Ferdinand Danoy 4 Poche 3 Iché 2 Joseph Choy 1 Entraîneur Bru Jules Cadenat |  |  |  | Côte basque Titulaires 15 J. Duboy 14 Maurice Celhay 13 Félix Bergèse 12 René Sabin 11 Guilhem-Jouan 10 Edmond Élissalde 9 Robert Cunibert 8 Francis Daguerre 7 Barthe 6 Henry de Malherbe 5 Étienne Ithurra 4 David Aguilar 3 Pierre Daulouède 2 Édouard Ainciart 1 Auguste Lassalle Entraîneur Abel Guichemerre Haitse |